# Donkey Kong Country: Tropical Freeze
Donkey Kong Country: Tropical Freeze is een computerspel voor de Nintendo Wii U dat in Europa is uitgekomen op 21 februari 2014. Het spel is wederom ontwikkeld door Retro Studios in samenwerking met Nintendo, als direct vervolg op Donkey Kong Country Returns.
In mei 2018 verscheen een versie voor de Nintendo Switch met een nieuw speelbaar personage genaamd Funky Kong.

## Spel
Het spel is ontworpen voor één speler, maar geeft tevens de mogelijkheid om het spel met twee spelers te spelen. In enkele spelersmodus speelt de speler het hoofdpersonage Donkey Kong, met eventueel een maatje op zijn rug, zodra de speler die bevrijd heeft uit zijn ton. 
In dit spel zijn naast Diddy Kong ook Dixie en Cranky beschikbaar, ieder met een eigen specialiteit. Diddy heeft een jetpack op zijn rug en kan hiermee een stukje zweven. Dixie kan met haar paardenstaart ook een stukje opstijgen. Cranky gebruikt zijn wandelstok als springstok en kan daarmee makkelijk vijanden verslaan en over stekelige oppervlaktes springen. In tweespelermodus zijn Diddy, Dixie en Cranky ook los speelbaar in het spel.
De levels en werelden zijn grotendeels te vergelijken qua opzet als de andere spellen uit de Donkey Kong Country-reeks, al is duidelijk geprobeerd Donkey Kong weer in nieuwe soorten gebieden te laten rondrennen. De levels zijn grotendeels in 2D (zijaanzicht) opgebouwd en zijn te selecteren via een hubwereld met bovenaanzicht. Wel wordt vaker een meer ruimtelijke camerahoek gekozen, vooral bij parcours met kanonvaten of mijnkarretjes. Daarnaast is Tropical Freeze het eerste Donkey Kong Country-spel, dat te spelen is in High Definition (1080p).

## Verhaal
Donkey Kong Island wordt ingevroren door de Snomads, een stam van pooldieren die als Vikingen leven. Aan Donkey Kong's gezellige verjaardagsfeestje komt abrupt een einde, wanneer zij arriveren. Hun geheimzinnige leider wekt met zijn magische hoorn ijskoude wervelwinden op, waardoor het tropische eiland onder een dikke laag van sneeuw en ijs verdwijnt. Donkey, Diddy, Dixie en Cranky worden door deze koude storm weggeblazen en moeten terug naar het eiland reizen, om af te rekenen met de Snomads en het eiland te heroveren.

## Muziek
Componist David Wise keerde terug als componist voor Donkey Kong Country: Tropical Freeze. Het laatste Donkey Kong-spel waarvoor hij had gecomponeerd was Donkey Kong Country 3 Advance (Game Boy Advance) uit 2005. In tegenstelling tot Donkey Kong Country Returns is de soundtrack van Tropical Freeze voornamelijk opgebouwd uit nieuwe nummers, met hier en daar een noot of remix van oude favorieten. Wise werkte samen met een Japans team van componisten onder leiding van Kenji Yamomoto, dat eerder verantwoordelijk was voor de muziek in Donkey Kong Country Returns en de Metroid Prime reeks.

## Ontvangst en verkoop
| Recensiescore       | Recensiescore           |
| Recensieverzamelaar | Score                   |
| ------------------- | ----------------------- |
| GameRankings        | (WU) 84,46% (NS) 85,37% |
| Metacritic          | (WU) 83/100 (NS) 86/100 |
| Publicist           | Score                   |
| Eurogamer           | (WU) 7/10               |
| Gamer.nl            | (WU) 9/10 (NS) 9/10     |
| GameSpot            | (WU) 6/10               |
| IGN                 | (WU) 9/10               |
| Power Unlimited     | (WU) 86/100 (NS) 80/100 |
| FOK!                | (NS) 9,5/10             |

Tropical Freeze ontving positieve recensies en kreeg een score van 83/100 op aggregatiewebsite Metacritic.
Geprezen werd de presentatie, uitdaging van het spel, het veldontwerp (level design), de baasgevechten en de spelmuziek. Kritiek was op het multiplayer-gedeelte, de houterige besturing en de moeilijkheidsgraad van de baasgevechten.
Van het spel zijn in maart 2017 wereldwijd meer dan 1,6 miljoen exemplaren verkocht.